# Chief minister
Chief minister (Nederlands: Hoogste, Hoofd, Chef of Opperste Minister) is de titel voor de regeringsleider van een Indiase staat (en twee territoria), een Australisch territorium, een Pakistaanse provincie, een Sri Lankaanse provincie, een Brits autonoom overzees gebiedsdeel of een van de vier Maleisische staten zonder monarch. 
Het eiland Man en de Kanaaleilanden kennen ook een chief minister. Daarnaast gebruikte Singapore van 1955 tot 1959 de titel "chief minister" voor zijn regeringsleiders. Deze werd echter vervangen door de titel "prime minister".
Een chief minister kan worden vergeleken met een premier of eerste minister van een onafhankelijk land.